# جاكوب إتش. دي ويت
جاكوب إتش. دي ويت هو سياسي أمريكي، ولد في 2 أكتوبر 1784 في ماربلتاون في الولايات المتحدة، وتوفي في 30 يناير 1867 في كينغستون في الولايات المتحدة. نشط حزبياً في الحزب الجمهوري الديمقراطي. وقد انتخب عضو جمعية ولاية نيويورك ‏ وانتخب عضو مجلس النواب الأمريكي ‏.